# تشاندلر ريجز
تشاندلر ريجز (بالإنجليزية: Chandler Riggs)‏ (ولد في 27 يونيو 1999، أتلانتا، جورجيا، الولايات المتحدة الأمريكية )، ممثل أمريكي، في عام 2010 لعب تشاندلر بدور البطولة كارل غرايمز في سلسلة مسلسلات الموتى السائرون.

## نشأته ومشواره الفني
ولد تشاندلر ريجز في أتلانتا في ولاية جورجيا لأسرة تتكون من أم تدعى جينا آن ريجز وتلقب بكارلتون, وأب يدعى وليام ريجز.
في عام 2010, لعب ريجز وهو بالعاشرة من عمره بدور البطولة كارل غرايمز في سلسلة مسلسلات الموتى السائرون على قناة AMC. وفي عامي 2012 و2013، تم ترشيحه لجائزة الفنان الصغير بأنه «أفضل ممثل صغير» لدوره في المسلسل.

## فيلموغرافيا
| السنة     | التلفزيون       | الدور       | ملاحظات      |
| --------- | --------------- | ----------- | ------------ |
| 2018-2010 | الموتى السائرون | كارل غرايمز | شخصية رئيسية |